# Van Cortlandt Village
Van Cortlandt Village ist ein historisch geprägtes Wohnviertel im Nordwesten des Stadtbezirks Bronx, New York City. Es zeichnet sich durch seine hügelige Topografie, eine Vielzahl architektonischer Stile aus dem frühen 20. Jahrhundert und die unmittelbare Nähe zum weitläufigen Van Cortlandt Park aus.

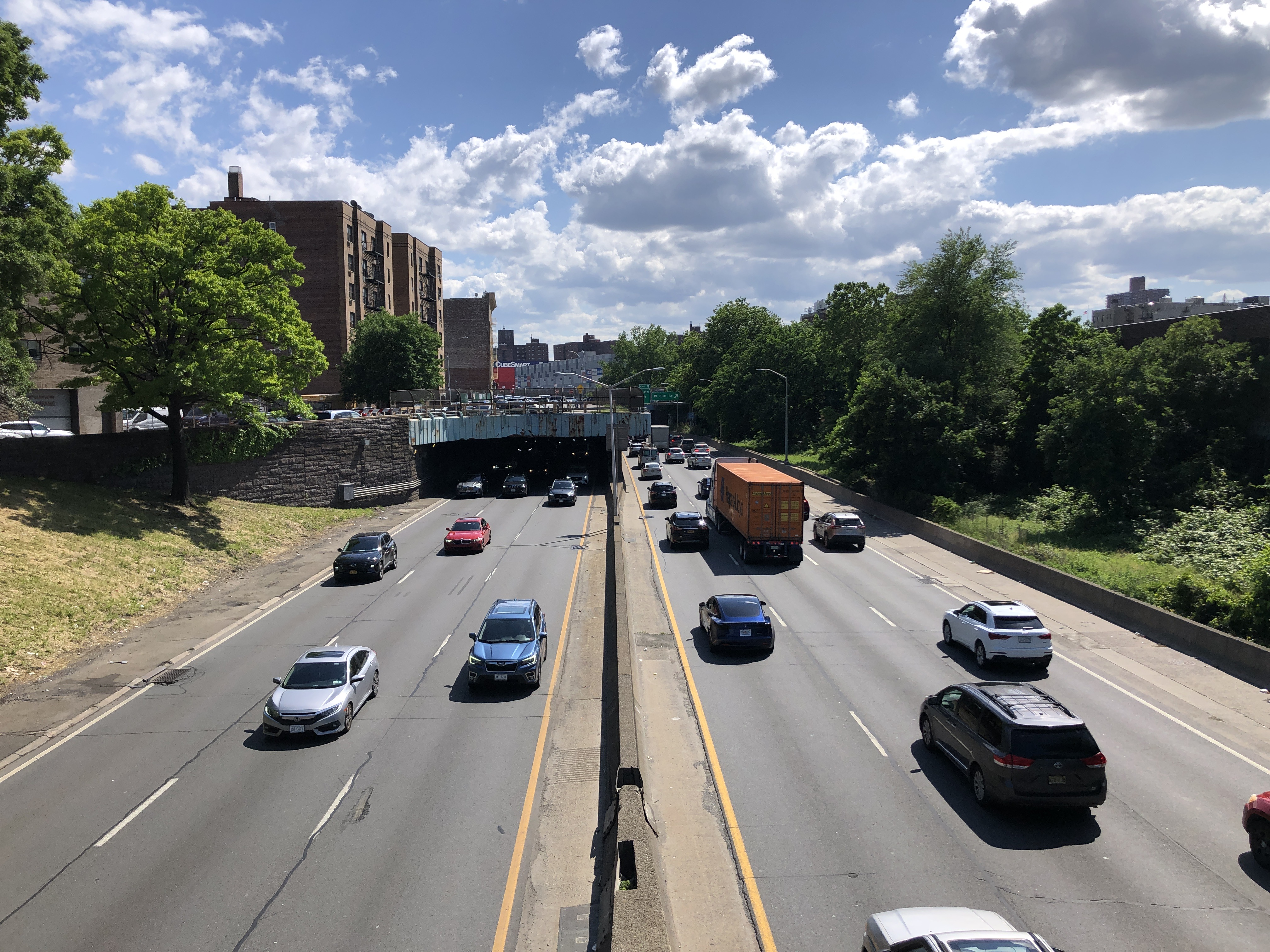
Blick nach Süden entlang der Interstate 87 (Major Deegan Expressway) von der Überführung der West 233rd Street in der Bronx, New York City, New York

## Lage
Van Cortlandt Village liegt im Stadtteil Kingsbridge im Nordwesten der Bronx. Es wird im Westen und Süden von Kingsbridge begrenzt, im Osten vom Jerome Park Reservoir und im Norden vom Van Cortlandt Park.

## Demografie
Das Viertel ist Teil des größeren Bezirks Kingsbridge und gehört zu den dichter besiedelten Wohngebieten der Bronx. Die Bevölkerung ist ethnisch vielfältig und setzt sich aus verschiedenen Gruppen zusammen, darunter viele Menschen hispanischer, afroamerikanischer, weißer und asiatischer Herkunft.

## Etymologie
Der Name „Van Cortlandt Village“ leitet sich von der niederländischstämmigen Van Cortlandt-Familie ab, die im 17. und 18. Jahrhundert große Landflächen in der Region besaß. Ihr Anwesen, das Van Cortlandt Manor, umfasste große Teile des heutigen Viertels und des angrenzenden Parks. Pierre Van Cortlandt  war der erste Vizegoveneur des Staates New York.

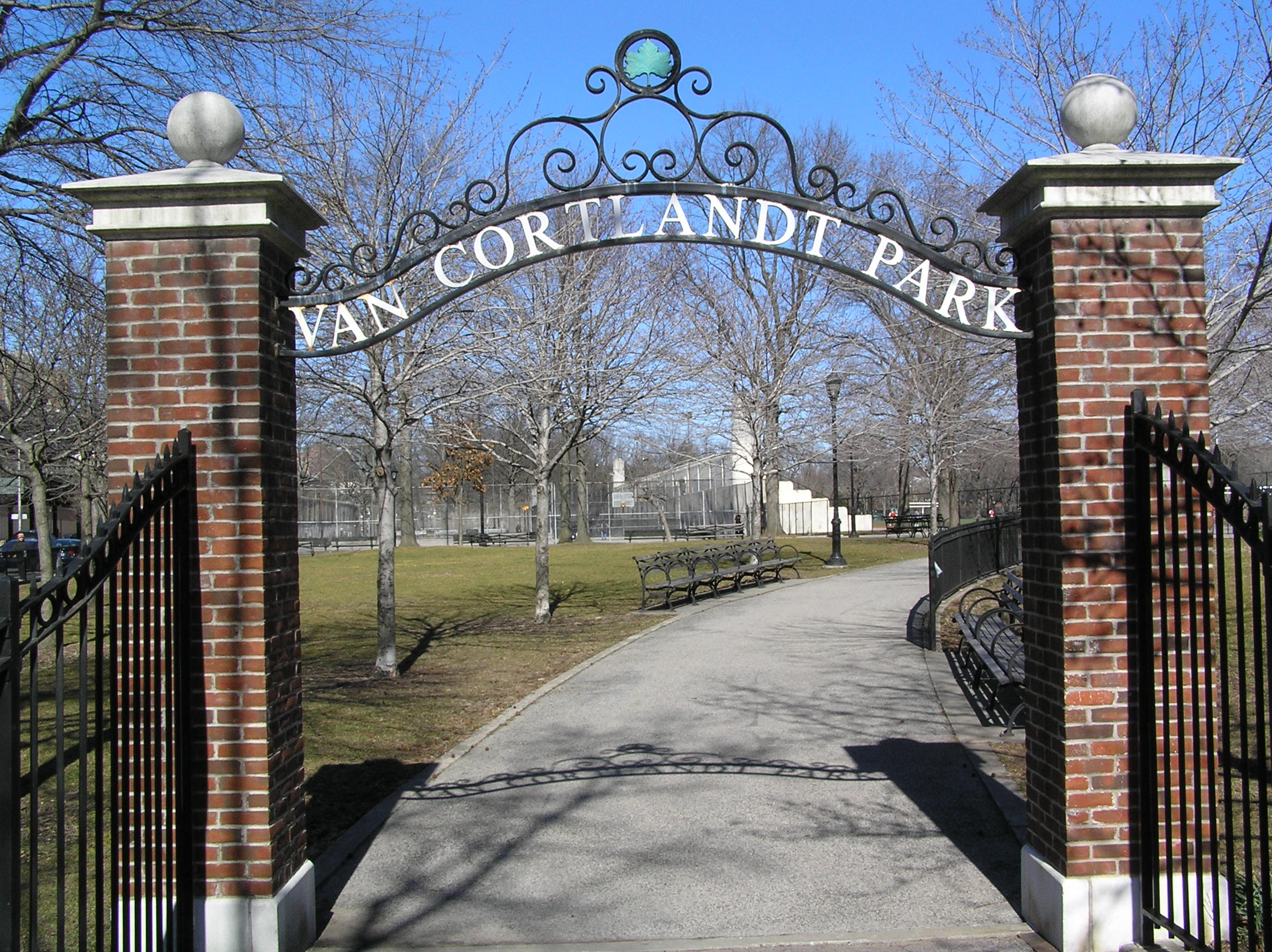
Der Eingang zum Van Cortlandt Park

## Sehenswürdigkeiten
- Van Cortlandt Park: Einer der größten Parks New Yorks mit Wanderwegen, Sportanlagen, Golfplatz und vielfältigen Freizeitmöglichkeiten.[1]
- Van Cortlandt House Museum: Das älteste erhaltene Gebäude der Bronx, erbaut 1748–1749 von Frederick Van Cortlandt. Das Haus diente während der Amerikanischen Revolution als Hauptquartier für General George Washington und ist heute ein Museum, das die Geschichte der Familie und der Region dokumentiert. Das Van Cortlandt House Museum ist ein National Historic Landmark und war das erste historische Museum New Yorks.[1][2][3]Van Cortlandt House Museum

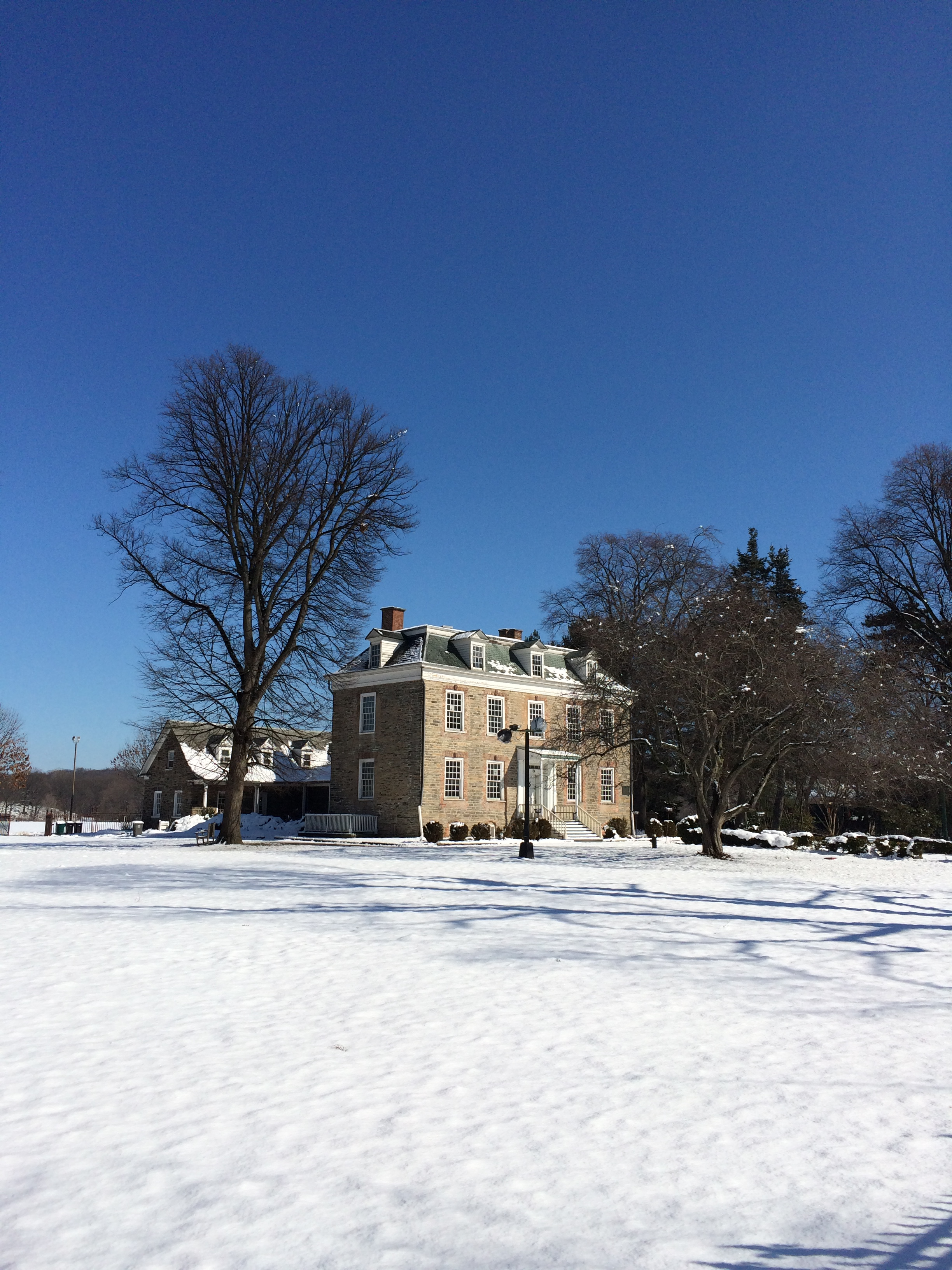
Van Cortlandt House Museum

- Historische Architektur: Die Bebauung stammt überwiegend aus den ersten Jahrzehnten des 20. Jahrhunderts, darunter Reihenhäuser, freistehende Häuser und Apartmentgebäude im neo-tudoristischen, neo-georgianischen und neo-föderalen Stil.[1]

## Hermann Jessor
Der Architekt Hermann Jessor war maßgeblich an der Entwicklung der Amalgamated Housing Cooperative beteiligt, die sich im südlichen Teil von Van Cortlandt Village befindet. Diese 1927 gegründete Genossenschaft gilt als eines der ersten und erfolgreichsten Wohnprojekte ihrer Art in den USA. Jessors Entwürfe mit funktionalen Grundrissen, viel Tageslicht und sozialen Einrichtungen prägen das Bild des Viertels bis heute.

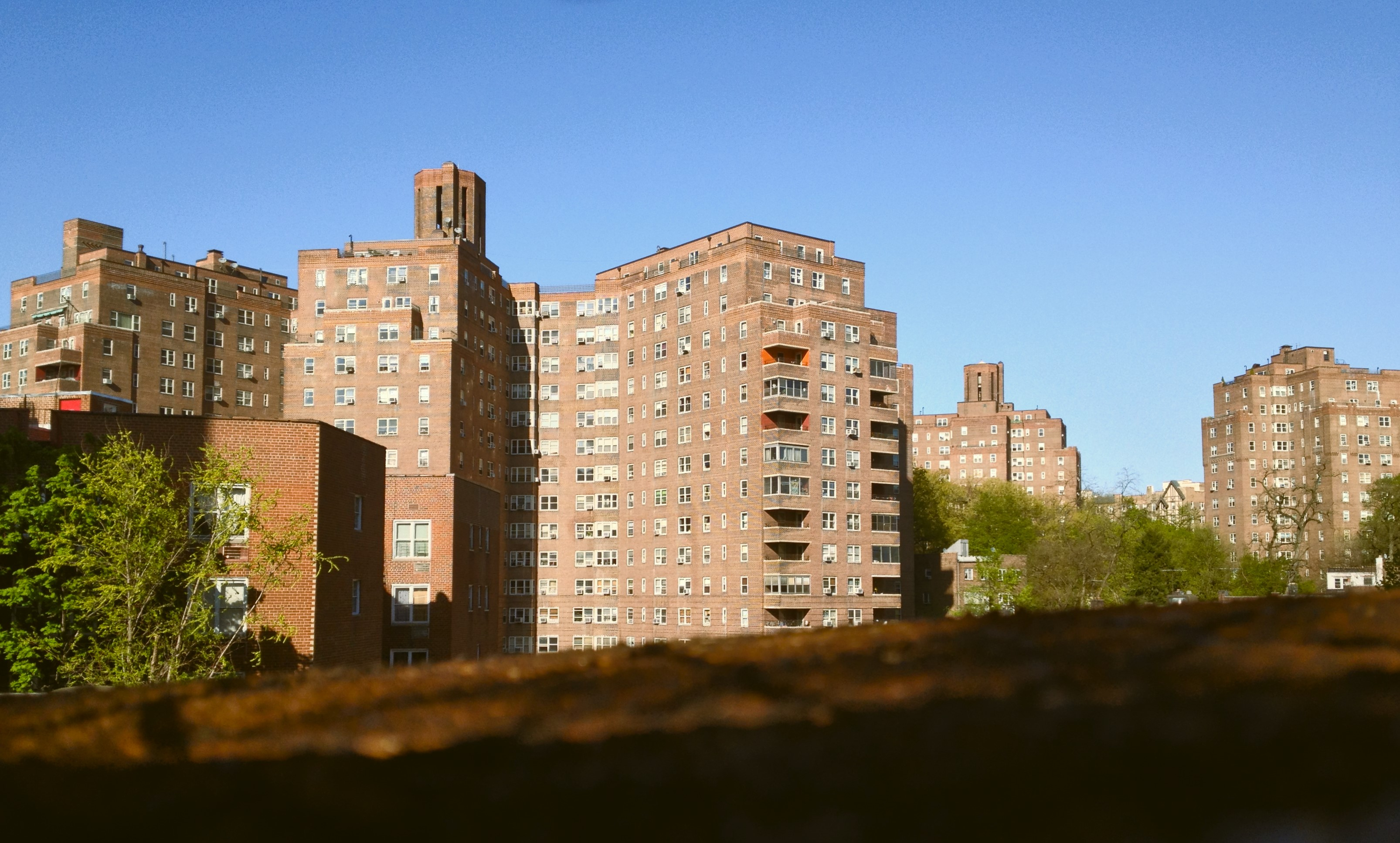
Ein Blick auf einige der Amalgamated-Gebäude von der Orloff Avenue aus gesehen (2013)